# Hermine Schröder
Hermine Schröder (dekliški priimek Wüst), nemška atletinja, * 12. februar 1911, Ludwigshafen, Nemško cesarstvo, † 9. avgust 1978.
Ni nastopila na poletnih olimpijskih igrah. Na evropskih prvenstvih je postala prva prvakinja v suvanju krogle leta 1938. Dvakrat je postala nemška državna prvakinja v tej disciplini.